# Kalundborg
Kalundborg Dánia egyik városa, körülbelül 15.000 fő lakik a településen. A Kalundborg-fjord északi oldalán fekszik. A középkorban erődítményt építettek Kalundborgba.
Templomja is van. Esbern Snare a Hvide család egyik tagja építtette a várat és a templomot. Parlament egy ülésszakát itt tartották. I. Margit és János király is több időt töltött
Kalundborgban. Jelentős a város olaj feldolgozása. Észak-Európa legnagyobb műtrágyaüzeme működik Kalundborgban. Kikötője is jelentős, kompok indulnak Samsø szigetére és Jylland két városához (Juelsminde és Aarhus célállomásokhoz). 2013. október 12-én megszűnt a vonal Kalundborg – Aarhus.